# Johannes Schwarzenbach
Johannes Schwarzenbach, auch Johannes Schwarzenbach-Landis (* 5. Juni 1804 in Thalwil; † 10. Oktober 1861 ebenda; heimatberechtigt ebenda), war ein Schweizer Textilindustrieller und Politiker. 1832 war er Mitbegründer und Teilhaber der Näf & Schwarzenbach, der späteren Robert Schwarzenbach & Co.

## Leben
Schwarzenbach wurde als Sohn des Gemeindekassiers und Fabrikanten Joseph und der Magdalena (geborene Koelliker) Schwarzenbach geboren. Im Jahre 1832 eröffnete er mit seinem Vater und Schwager die Seidenweberei Näf & Schwarzenbach in Thalwil. 1852 trennten sich die Teilhaber, und Schwarzenbach baute seine eigene Firma, die damals unter dem Namen Schwarzenbach-Landis & Cie. firmierte und aus welcher später die Robert Schwarzenbach & Co hervorging.

## Politik
Schwarzenbach war zwischen 1845 und 1848 Gemeindepräsident von Thalwil und von 1844 bis 1861 Mitglied des Kantonsrates.

## Familie
Seit 1829 war Schwarzenbach mit Anna Elisabetha Landis verheiratet. Sie hatten zwei Söhne.